# Potestades (ángeles)

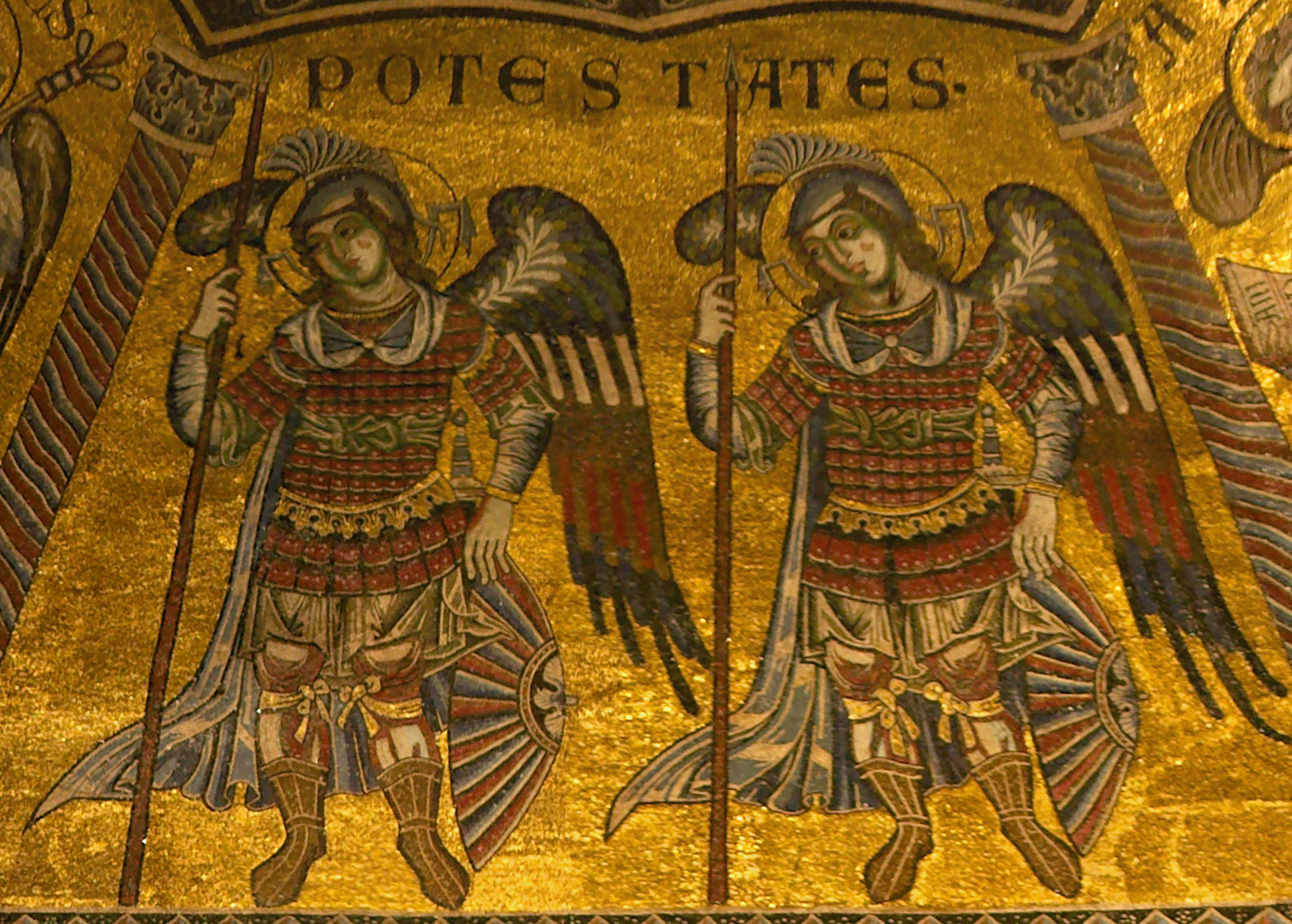
Potestades en mosaico del Baptisterio de San Juan (Florencia)

Las potestades (en latín, potestates; en griego, Εξουσίαι), según la angelología cristiana basada en la clasificación de Dionisio el Areopagita, son el sexto orden de ángeles, pertenecientes a la segunda jerarquía de la tradición clásica, la intermedia de los «gobernadores celestiales», que por encima de ellos también incluye a las virtudes y las dominaciones. Las potestades, como se les conoce en el mundo latino, corresponden en hebreo a los Ĕlōhīm mencionados en la Biblia. 
Según la tradición, las potestades son los ángeles que residen en el Sol, descritos por Dionisio como con «poderes inteligentes y sobrenaturales», con dos alas de los colores del arcoíris, mientras que la iconografía cristiana posterior los representará generalmente con el color azul. El papa Gregorio Magno, que dio a conocer los coros angelicales en el Occidente latino uniendo cada uno de ellos a una piedra preciosa, asoció las potestades con el berilio. 

## Etimología
La denominación potestades, utilizada tradicionalmente en las lenguas occidentales (p. ej., Powers en inglés, Puissances en francés, etc.), refleja la versión de la Vulgata, que traduce el nombre griego Εξουσίαι por el latino Potestates. En las traducciones orientales modernas, suele hallarse la denominación autoridades. Sin embargo, ambos nombres no son claros, porque potestad también es sinónimo de autoridad, y potestad es sinónimo de poder, por lo que ambos pueden confundirse con otros coros angelicales: potestades y principados, como ocurre en ocasiones.

## Potestades bíblicas
La base bíblica para incluir a las potestades entre las órdenes de los espíritus creados son las palabras del Nuevo Testamento. Las potestades son citadas por san Pablo de Tarso en la Epístola a los colosenses: «Él es imagen de Dios invisible, primogénito de toda criatura; porque en Él fueron creadas todas las cosas: celestes y terrestres, visibles e invisibles. Tronos, dominaciones, principados y potestades: todo fue creado por él y para él», y en la Epístola a los efesios: «porque nuestra lucha no es contra hombre de carne y hueso sino contra los principados, contra las potestades, contra los dominadores de este mundo de tinieblas, contra los espíritus malignos del aire». Al identificarse con los Ĕlōhīm, las potestades también son consideradas por diversas escuelas de pensamiento como las verdaderas creadoras del mundo sensible y del primer hombre, es decir, aquellos que según el Génesis afirmaron por ejemplo: «Y dijo Dios: Hagamos al hombre a nuestra imagen, conforme a nuestra semejanza...».

## Potestades cristianas tradicionales
Los padres y doctores de la Iglesia y los místicos cristianos han comentado durante siglos la jerarquía angélica, entre la cual colocaban un gobierno cuyo nombre traducido significa autoridades o potestades, respecto del cual destacaban su papel en la gestión de la ejecución de los mandatos de Dios, lo que resulta del hecho de que έξουσίαι significa que son las autoridades ejecutivas cuya tarea es luchar contra los espíritus malignos, sobre los cuales pueden ejercer su poder de manera especial.
Santo Tomás de Aquino resumió en la Suma teológica las reflexiones del san Gregorio Magno y de pseudo-Dionisio, centrándose en la implementación gradual de los decretos de Dios por órdenes individuales de la jerarquía angelical.
San Bernardo de Claraval en el quinto libro de De consideratione analiza ambas tareas de las potestades, afirmando que «más altas que las virtudes —como pensamos— son las potestades. Detienen las fuerzas de la oscuridad y frenan sus tendencias a dañar a las personas; sólo permiten el daño cuando el daño puede convertirse en beneficio». Al describir cómo las órdenes individuales de los ángeles revelan las propiedades de Dios, argumentó: «Y en las potestades podemos ver con qué poder Dios cuida todo lo que gobierna, restringiendo y ahuyentando las fuerzas hostiles». Subrayó fuertemente la prioridad de la acción del Señor Todopoderoso, de quien las funciones de las distintas órdenes de ángeles son sólo un reflejo: «La potestad se caracteriza por la fuerza, pero aquel a quien se lo debemos es fuerte de una manera completamente diferente y en otro grado, porque él es el poder mismo».
Santa Hildegarda de Bingen, que fue la única que utilizó una división diferente en tres jerarquías angélicas, colocó a las potestades en el tradicional lugar sexto desde el trono de Dios. En su dibujo de círculos angelicales, la santa mostró esta fila como figuras brillantes. Basándose en sus propias visiones, enfatizó la relativa incognoscibilidad de estos ángeles: «Los espíritus del segundo orden [jerarquía media] destacan con tal brillo que no te atreves a levantar los ojos hacia ellos. Indican que la gracia y la belleza del poder divino nunca serán comprendidas por la impotencia de los mortales, por los esclavos del pecado, ni podrán ser tocadas por ellos».

### Representación
En referencia a la función de las potestades, sus imágenes en el arte suelen estar relacionadas con la lucha. En un manuscrito etíope y en una vitral de la catedral de la Asunción de Nuestra Señora de Chartres, se los representa con espadas desenvainadas. La iconografía bizantina los representaba como caballeros con cascos, armaduras y lanzas en las manos. En el siglo XIV, el artista italiano Guariento di Arpo los representó con alas de colores, con elegantes túnicas, pisoteando los cuerpos de feos demonios encadenados. Casi cien años después, Francesco Botticini, según la tradición oriental, mostró a los poderes con esbeltas lanzas, añadiendo una estrella brillante en su pecho.

En la Edad Media se les atribuían las cualidades de la sabiduría, la prudencia, la aritmética y la capacidad de guiar el bien contra el mal, como en la Divina comedia de Dante Alighieri, donde las potestades son las inteligencias motrices del cielo del sol, donde se encuentran las almas de los dioses y residen sabios y filósofos. 
En su libro Summa daemoniaca, el sacerdote José Antonio Fortea dice: «De cada una de las nueve jerarquías cayeron ángeles transformándose en demonios. Es decir, hay demonios que son virtudes, potestades, serafines, etc. Aunque sean demonios siguen conservando intacto su poder e inteligencia». Para una completa comprensión de estas entidades consultar la obra, también de este autor, Historia de mundo angélico, una historia del mundo angélico, crónica de la creación de los tronos y potestades, narración de la prueba y caída de los serafines y querubines.
En la perspectiva esotérica de la antroposofía de Rudolf Steiner, las potestades son siete espíritus solares que se encargan de guiar la evolución de todo el sistema planetario de la Tierra hacia una época cósmica posterior. Por lo tanto, a diferencia de los principados que presiden el desarrollo de la humanidad a través de los diversos ciclos del tiempo y la historia, las potestades miran el destino de la historia de la Tierra en su conjunto. Steiner también los llama «espíritus de la forma», como formadores del elemento sólido; son los creadores mencionados en el Génesis que infundieron al hombre la conciencia del ego, mediante el sacrificio de su sustancia espiritual, tras lo cual seis de ellos se retiraron de la Tierra durante la era hiperbórea tras el desprendimiento del Sol, mientras que solo uno quedó. aquel que es conocido en la tradición bíblica como Yahvé. Más tarde, Yahvé también se separaría de la Tierra durante la era lemuriana y establecería su residencia en la Luna, como un espíritu antagónico de Lucifer.